# Sony Alpha 5100
Die Sony α5100 (oder Sony Alpha 5100) ist ein spiegelloses Systemkameragehäuse der α-Reihe von Sony. Das Modell mit der internen Nummer ILCE-5100 kam im August 2014 auf den Europäischen Markt. Sie kostete bei Einführung rund 550 €; ihr Vertrieb wurde im September 2019 eingestellt.
Die Kamera löst, wie die α6000 zuvor, mit etwas über 24 Megapixeln auf und verfügt über einen BIONZ-X-Bildprozessor. Der Cropfaktor des CMOS-APS-C Sensor wird mit dem für Sony üblichen Wert von 1,5 angegeben.